# Business Wisdom Summit
«Business Wisdom Summit» (BWS) — конференція для власників та керівників бізнесу найвищого рівня, що проводиться в Києві щорічно з 2012 року.
Вперше конференція пройшла в у вересні 2012 в готелі InterContinental Kyiv, організатор — Інвестгазета. BWS 2013 відбувся у вересні 2013 у готелі «Прем'єр-Палас».
BWS 2014 відбувся у вересні 2014 в готелі Fairmont Grand Hotel Kyiv. Організаторами були Economika Communication Hub і бізнес-портал Delo.UA. В 2014 конференція вперше стала міжнародною.
На конференції виступають топ-менеджери і власники бізнесу з 20-хвилинними історіями з практики, що стали для них уроком, який можна тиражувати як цінний досвід. Після виступів — живі дискусії та спілкування з залою.
Business Wisdom Summit традиційно проходить два дні. Один день — Owner Day — присвячений виступам власників бізнесу. Другий — CEO Day — присвячений виступам топ-менеджменту найбільших компаній.